# Ariarathes IX av Kappadokien
Ariarathes IX av Kappadokien, död 95 f. Kr., var regerande kung av Kappadokien mellan 100 f. Kr. och 95 f. Kr.